# Cyclosa libertad
Cyclosa libertad Levi, 1999 è un ragno appartenente alla famiglia Araneidae.

## Etimologia
Il nome della specie deriva dalla regione peruviana di La Libertad, nel cui territorio sono stati rinvenuti i primi esemplari

## Caratteristiche
L'olotipo femminile ha dimensioni: cefalotorace lungo 1,7mm, largo 1,2mm; opistosoma lungo 3,7mm.

## Distribuzione
La specie è stata reperita nel Perù settentrionale: nei pressi delle cittadine di Chagnal e Patos, appartenenti alla Regione di La Libertad.
Altri esemplari sono stati rinvenuti in Ecuador.

## Tassonomia
Al 2013 non sono note sottospecie e dal 1999 non sono stati esaminati nuovi esemplari.